# Mater Matuta
Mater Matuta (littéralement : « mère du matin, mère de la bonne heure ») est la divinité du matin et de l'Aurore dans la mythologie romaine. Le culte de Mater Matuta est répandu anciennement dans de nombreuses villes de l'Italie centrale. 

## Culte
Servius Tullius lui édifia un temple au forum Boarium (il fut détruit en 506 av. J.-C. puis reconstruit par Camille en 396 av. J.-C.). Les vestiges de ce temple ont été découverts dans l'aire de Sant'Omobono, fouillée à partir de 1937,,,,.
Les Matrialia sont des fêtes consacrées à Mater Matuta le 11 juin à Rome. À l’aurore, les matrones  romaines, font entrer une esclave dans l'enceinte du temple, elles la fouettent avec des verges puis la chassent. Lors de la cérémonie, ce sont leurs neveux et leurs nièces qu'elles portent dans les bras et honorent, et non leurs propres enfants.

## Interprétation: un rite cosmogonique
Georges Dumézil, spécialiste de la religion indo-européenne, a expliqué cette cérémonie en la mettant en parallèle avec la légende (issue d'un même héritage indo-européen) d'Usas et Usasah des Indiens védiques dans le Rig Veda. Usas et sa sœur Usasah sont les déesses de l'Aurore. Usas chasse les ténèbres après les avoir d'abord attirées : ce qui explique le rite de l'accueil puis d'éviction de l'esclave (représentant les ténèbres) par les matrones. Dumézil propose également une autre interprétation de type cosmogonique : l’aurore, le « bon matin », est bénéfique car elle chasse les ténèbres mais maléfique si elle s’éternise, il faut qu’elle disparaisse, il faut la chasser pour qu’elle fasse place au jour. Le rituel d’éviction est identique à celui de décembre où, symboliquement, on aide le soleil à se relever. Dumézil met en parallèle les Matralia féminines du 11 juin avec les Agonalia solaires et masculines du 11 décembre, et celles du printemps où l’on chasse l’hiver.
Les dames romaines portent leurs neveux (ou nièces) dans leurs bras, comme l’Aurore porte le soleil. « De la même façon, chez les Indiens védiques, l’Aurore prend bien soin du soleil, fils de sa propre sœur, la Nuit ». « Mater Matuta a été une déesse Aurore, moins poétique mais aussi personnelle que l’Aurore des Indiens védiques. » 
Il est probable, souligne encore Dumézil, qu’à l’époque classique, le sens profond du rite ait été oublié - d’où son rattachement mythologique et tardif avec la déesse grecque Ino, aussi appelée Leucothée, la « blanche déesse ».
Plus tard encore, Augustin d'Hippone en fait une divinité de la maturation. Il la mentionne dans La Cité de Dieu, ouvrage où il attribue, parfois à raison, souvent à tort, des attributs aux divinités romaines pour servir son œuvre de propagande chrétienne.

## Archéologie
De petits bronzes votifs datés des VIIe – VIe siècles trouvés dans le grand sanctuaire italique de Mater Matuta à Satricum figurent une déesse, la tête surmontée d'un disque manifestement solaire. Ils confirment l'interprétation dumézilienne et semblent attester que l'Italie, et la Rome même de l'époque royale, gardaient encore le sens cosmique du culte de Mater Matuta.

## Anecdotes
En 378 av. J.-C., comme ils mettent à sac la ville de Satricum, les Latins n'osent pas toucher à l'édifice de la déesse, car une voix terrifiante, jaillie du temple, les menace de représailles épouvantables s'ils ne s'éloignent pas.
En 213 av. J.-C., un incendie ravage le cœur de la ville de Rome, de l'Aventin au Capitole, détruisant les temples de Fortuna et de Mater Matuta situés près du Forum Boarium.
Le mot latin « matutina », Matines, premier office du cursus catholique, proviendrait de Mater Matuta ; « matutinal » est le terme littéraire pour « matinal ».